# Walter Junghans
Walter Junghans (Hamburgo, 26 de outubro de 1958) é um ex-futebolista profissional alemão que atuava como goleiro.

## Carreira
Walter Junghans fez parte do elenco da Seleção Alemã de Futebol, da Euro de 1980. E integrou a Seleção Alemã-Ocidental de Futebol nos Jogos Olímpicos de Verão de 1984, em Los Angeles.

## Títulos
Bayern Munich
- Bundesliga: 1979–80, 1980–81
- DFB-Pokal: 1981–82
- European Cup: Vice 1981–82

Hertha BSC
- 2. Bundesliga: 1989–90

Alemanha
- Euro 1980